# Tonnerre Yaoundé
Tonnerre Kalara Club de Yaoundé je kamerunský fotbalový klub z hlavního města Yaoundé. Své domácí utkání hraje na stadionu Stade Ahmadou Ahidjo s kapacitou pro 38 720 diváků.

## Ocenění
- Pohár vítězů pohárů afrických zemí: 1x

1975
- Championnat du Cameroun de football: 5x

1981, 1983, 1984, 1987, 1988
- Kamerunský fotbalový pohár: 5x

1958, 1974, 1987, 1989, 1991

## Významní hráči
- Jean II Makoun
- Roger Milla
- Rigobert Song[1]
- George Weah